# Список умерших в 1178 году

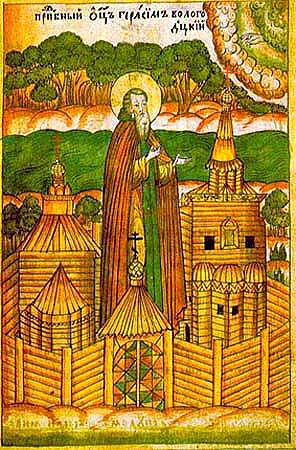
Герасим Вологодский

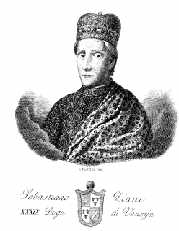
Себастиано Дзиани

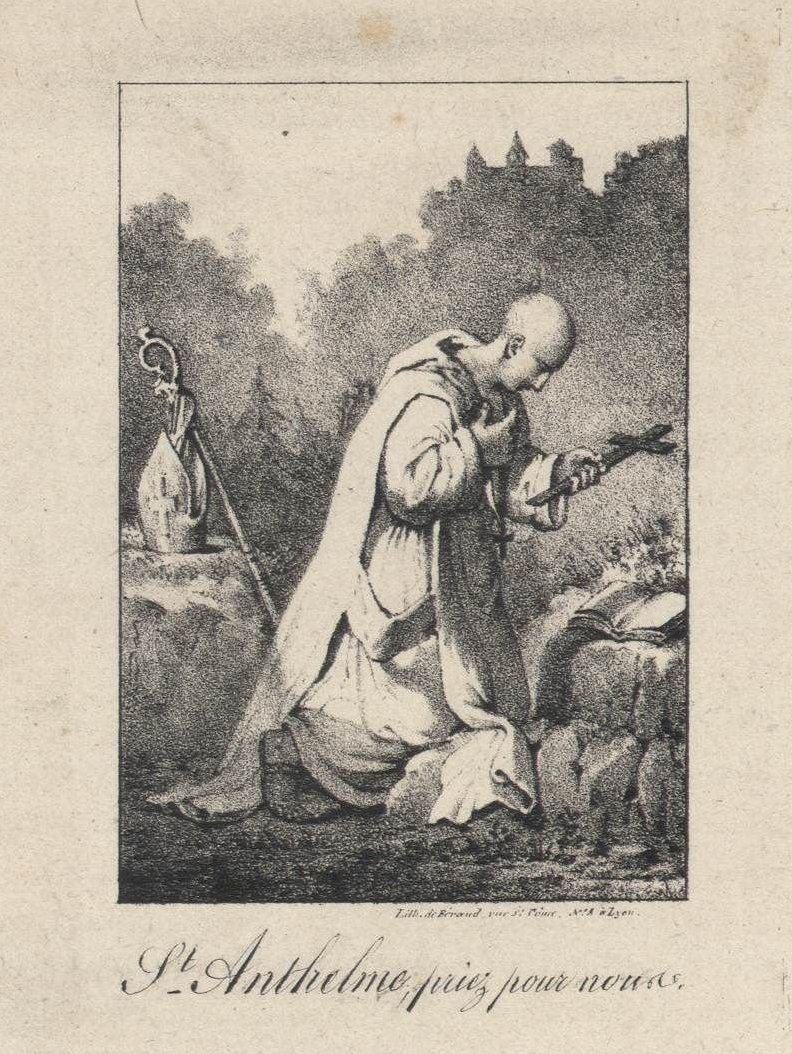
Антельм Беллийский

В этой статье представлен список известных людей, умерших в 1178 году.
См. также: Категория:Умершие в 1178 году

## Январь
- 18 января — Матенго, Гильермо — кардинал-дьякон Санта-Мария-ин-Виа-Лата (1155—1158), кардинал-священник Сан-Пьетро-ин-Винколи (1158—1176), кардинал-епископ Порто (1176—1178)

## Февраль
- 17 февраля — Эвермод Рацбургский[нем.] — первый епископ Ратцебурга, апостол «вендов», святой римско-католической церкви[1].

## Март
- 4 марта — Герасим Вологодский — монах Русской церкви, основатель вологодского мужского монастыря в честь Святой Троицы на Кайсаровом ручье, святой Русской православной Церкви в лике преподобных. Согласно преданию, Герасим основал город Вологду. Дата смерти каноническая.
- 27 марта — Фровин[англ.] — аббат и теолог, неканонизированный святой римско-католической церкви[2].
- Михаил III Анхиальский — константинопольский патриарх (1170—1178)

## Апрель
- 12 апреля — Дзиани, Себастиано — венецианский дож (1172—1178)
- 20 апреля — Мстислав Ростиславич — князь новгородский (1160, 1175—1176, 1177—1178), князь ростовский (1175—1176). Умер в тюрьме во Владимире.

## Май
- 27 мая — Годфри ван Ренен[англ.] — епископ Утрехта (1156—1178).

## Июнь
- 18 июня — Балдуин I[нем.] — архиепископ Гамбурга и Бремена (1168—1178)
- 26 июня — Антельм Беллийский[англ.] — приор Гранд-Шартрёза, епископ Белле (1163—1178), святой римско-католической церкви[3].
- 30 июня — Глеб Ростиславич — князь рязанский (1145—1147, 1151—1153), великий князь рязанский (1161—1178), родоначальник рязанской ветви Рюриковичей. Умер в тюрьме во Владимире.
- Амадей I Женевский — граф Женевы (1128—1178).

## Август
- 29 августа — Адальберт IV, граф Марша (1172—1177) из рода Монтгомери.
- Ив (III) де Нель — граф Суассона (1141—1178).

## Сентябрь
- 28 сентября — Эвергис[нем.] — епископ Падерберна (1160—1178)

## Ноябрь
- 8 ноября — Грасси, Ильдебрандо — кардинал-дьякон Сант-Эустакьо (1152—1157), кардинал-священник Санти-Апостоли (1157—1178)

## Декабрь
- 23 декабря — Этьен де Фужер[фр.] — епископ Ренна (1168—1178).
- 30 декабря — Прибислав — последний князь ободритов (1160—1178), первый князь Мекленбурга (1167—1178)

## Дата неизвестна или требует уточнения
- Ада де Варенн — представительница высшей англонормандской аристократии из рода де Варенн, супруга Генриха Шотландского, графа Хантингдона, и мать королей Шотландии Малькольма IV и Вильгельма I Льва.
- Бурхард III фон Кверфурт, граф Кверфурта и бургграф Магдебурга (1162—1178).
- Демна[англ.] — грузинский царевич, мятежный претендент на трон. Умер в тюрьме.
- Кристина Сигурдсдаттер — норвежская принцесса, дочь Сигурда I, жена Эрлинга Скакке, мать Магнуса V.
- Пётр Коместор, французский хронист, церковный историк и богослов, монах-августинец.
- Ричард[англ.] — епископ Данкелда (1170—1178)
- Сантюль III — граф Бигорра, виконт Марсана (1163—1178).
- Уолтер де Бидун[англ.] — канцлер Шотландии (ок. 1173—1178).
- Эберхард Вольфеггский — святой римско-католической церкви[4].